# Picard-modulär grupp
Inom matematiken är en Picard-modulär grupp, studerade av Picard (1881), är en grupp av formen SU(J,L), där L är ett 3-dimensionellt gitter över ringen av heltal av en imaginär kvadratisk kropp och J är en hermiteisk form på L av signatur (2, 1). Picard-modulära grupper verkar på enhetssfären i C2. Kvoten kallas för en Picard-modulär yta.